# Global Infectious Disease Epidemiology Network
GIDEON — Motor de epidemiologie și boli transmisibile este o aplicație software web-based administrată de compania internațională "GIDEON Informatics", fondată în 1992 de medici, microbiologi, epidemiologi și infectologi renumiți. Motorul de căutare pe internet „GIDEON” este folosit de către personalul medical de primă linie (care tratează direct pacienții), de către personalul din spitale, institute de cercetări și de învățământ medical, ministere de sănătate, (la planificarea vaccinărilor, resurselor și serviciilor medicale la diferite nivele), de către organele responsabile cu apărarea (bioteror, vaccinarea și ocrotirea unităților militare deplasate în alte zone geografice), etc.

## Despre Gideon
Numele GIDEON este format din inițalele: Global Infectious Diseases and EpidemiOlogy Network. 
«GIDEON Informatics» a fost creat pentru a putea răspunde prompt, în cadrul „satului global” și al medicinei bazate pe dovezi, la problemele impuse de microbiologia modernă și de gestionarea corectă a bolilor transmisibile locale sau globale (turiși, diplomați, muncitori în deplasare), în concordanță cu ultimele publicații, descoperiri, izolări de germeni sau vectori, fluctuații epidemiologice, sau atacuri teroriste biologice .
GIDEON răspunde la următoarele întrebări curente din practica medicală modernă:
- Cum putem fi la curent cu ultimele informații și protocoale de tratament?
- Cum se poate diagnistica și trata prompt și corect o boală exotică, acută sau nu, în cadrul unui mare spital universitar, sau într-un punct medical periferic, izolat?
- Cum putem parveni cu ușurință la informațiile relevante?
- Cum te poți consfătui prompt cu o comisie de experți?
Răspunsurile la aceste întrebări, adesea vitale, sunt oferite pe web rapid, lesne, actualizate la zi și la nivelul cel mai înalt, intercomunicativ, inclusiv coeficientele de confidență, graficele relevante, bibliografia, etc. Rezervorul de informație este primenit și completat săptămânal.

### Diagnosticarea
Diagnostica specifică fiecărei țări se bizue pe simptomatologie, semnele de boală, analizele de laborator și alte informații care pot fi obținute, redate pe coeficiente de probabilitate, în ordinea:
- aspect general, semnele bolii;
- selectarea simptomelor;
- datele examinării pacientului și testele de laborator;
- Compararea alternativelor oferita de GIDEON
- Dece nu? (discutarea diagnosticului diferențial)

### Epidemiologie
- Expunerea profilului epidemiologic al unei boli alese;
- crearea de liste de boli care corespund unui set de parametri epidemiologici.

### Bioteror[5]
- Indicatorii de bioteror;
- Baze diagnostice;
- Metode specifice de intervenție pe persoană și pe populație.

### Farmacologie
Datele farmacologice și folosința medicației anti-infective.
- Vedere ganerală.
- Listă de medicamente generice.
- Listă de nume înregistrate.
- Spectrul de acțiune.
- Contraindicații.
- Vaccinuri.

### Microbiologie
Identificarea unui taxon pe baza caracteristicilor fenotipice. liste de reacții tipice, pozitive și negative ale unui organism în comparație cu specii care pot crea confuzii.

### Medicina bazată pe dovezi
- Metode diagnostice.
- Țara de îmbolnăvire.
- Date personale.
- Analiza de eroare și alte calcule de probabilitate.

### Generalități
- Boli - totalitatea caracteristicilor
- Tabele clinice
- Grafice
- Hărți epidemiologice
- Epidemii
- Probleme medicale legate de turism.
- Literatură (Referințe)
- Ultimele cercetări

## Grupul de experți
GIDEON este editat și gestionat de o grupă de experți de faimă mondială:
- Acad. Prof. Dr. Michele Barry, MD este profesor de medicină și sănătate publică la Univesitatea de Medicină Yale, membru (2003) al Academiei Naționale de Știință -- Institutul de Medicină («Institute of Medicine of the National Academy of Sciences»), co-fondatorul (1981) lui Yale International Health Program, fost președinte a Societății Americane de Medicină Tropică și Higienă (American Society of Tropical Medicine and Hygiene).

- Prof. Dr. John Bartlett, MD este profesor de medicină și șeful secției de boli infecțioase la Johns Hopkins University School of Medicine.

- Prof. Dr. Stephen Berger, MD ține cursuri de microbiologie și boli transmisibile la Universitatea din Tel-Aviv, (Tel-Aviv School of Medicine). El este șeful laboratorului de microbiologie clinică și directorul secției de medicină geografică la Sorasky Tel Aviv Medical Center.

- Prof. Dr. Jay Keystone, MD, MSc FRCPC este profesor de medicină la facultatea de medicină -- Universitatea din Toronto și președinte al Medical Alumni Association at the University of Toronto. A fost președinte al International Society of Travel Medicine, al Canadian Society of International Health, a condus secția clinică a American Society of Tropical Medicine.

- Acad. Prof. Dr. Gerald Mandell, MD este profesor de medicină internă - boli infecțioase la University of Virginia. Este editor fondator al celebrului manual "Principles and Practices of Infectious Diseases", fost președinte al Infectious Diseases Society of America. Poartă titlul de onoare de „Master of the American College of Physicians” și este membru al «Institute of Medicine of the National Academy of Sciences».

- Prof. Dr. Ethan Rubinstein, MD este șeful secției de boli infecțioase la University of Manitoba, profesor de medicină internă la University of Tel-Aviv, School of Medicine și șeful Unității de Boli Infecțioase la Chaim Sheba Medical Center -- University of Tel-Aviv, School of Medicine. Fost președinte al International Congress of Chemotherapy, al Israeli Society of Infectious Diseases, etc.

- Dr. Daniel Shapiro, MD este un expert în apărarea față de bioteror (biodefense), șeful laboratorului de microbiologie clinică al Lahey Clinic în Burlington, MA, conduce laboratoarele la Boston University Medical Center și este considerat un expert în pregătirea defensivă a laboratoarelor medicale față de bioteror.

- Prof. Dr. Alan Tice, MD, FACP de la John A. Burns School of Medicine, University of Hawaii face parte din comitetul Infectious Diseases Society of America.